# Uno zoo in famiglia
Uno zoo in famiglia (My Family and Other Animals) è un film per la televisione del 2005 diretto da Sheree Folkson.
La pellicola è l'adattamento televisiva dell'autobiografia di Gerald Durrell La mia famiglia e altri animali (1956).

## Trama
Nel 1935 la famiglia Durrell lascia l'uggiosa Inghilterra per trasferirsi a Corfù. Lì vivranno cinque anni, scoprendo e perseguendo i rispettivi interessi: per Leslie la caccia, per Gerald l'etologia, per Larry la letteratura. Solo i venti dell'imminente seconda guerra mondiale li spingerà a tornare a casa nel 1939.

## Riconoscimenti
- 2006 - International Emmy Award
  - Candidatura per la migliore attrice a Imelda Staunton